# Le Joueur de quilles
Pour plus de détails, voir Fiche technique et Distribution.
Le Joueur de quilles est un film français réalisé par Jean-Pierre Lajournade, sorti en 1969.

## Fiche technique
- Titre : Le Joueur de quilles
- Réalisation : Jean-Pierre Lajournade
- Scénario : Jean-Pierre Lajournade
- Photographie : Jean-Jacques Renon, assisté de François Migeat
- Montage : André Wajda
- Pays d'origine :  France
- Production : Jean-Edern Hallier
- Format : Noir et blanc — 16 mm
- Durée : 90 minutes
- Date de sortie : 1969 (présentation au Festival international du jeune cinéma de Hyères)

## Distribution
- Fiammetta Ortega
- Hugues Autexier
- Tobias Engel
- Jean-Philippe Dupont
- Marie-Hélène Dupont
- Jean-Pierre Lajournade